# Lucien Descaves
Lucien Descaves (París, 18 de marzo de 1861-ibidem, 6 de septiembre de 1949) es un escritor naturalista y libertario francés.

## Biografía
Periodista, novelista y dramaturgo, fue uno de los primeros miembros de la Academia Goncourt llegando a ocupar la presidencia.
En 1889, publica la novela Sous-offs, obra antimilitarista que fue perseguida ante la justicia.
En 1913, publica Philémon, vieux de la vieille, una novela sobre la Comuna de París.

## Obras
- Le Calvaire d'Héloïse Pajadou, éditions Henry Kistemaeckers, Bruxelles, 1883. Enlace texto.
- Une vieille rate, éditions Kistemaeckers, Bruxelles, 1883. Enlace texto.
- La Teigne, 1886 (Kistemaeckers), roman sur les milieux de la gravure. Enlace texto.
- La Caserne, misères du sabre, 1887, ce roman annonce Sous-Offs
- La Pelote, 1888, pièce naturaliste en trois actes (avec Paul Bonnetain), tirée du roman Une Vieille Rate (Théâtre libre, 23 de marzo de 1888).
- Sous-Offs, roman militaire, 1889. Enlace texto.
- L’Envers du galon, drame en un acte, en prose. Il devait être représenté au Théâtre-Libre avec Eugénie Nau dans le rôle de France, mais fut retiré à cause des poursuites dont Sous-Offs était alors l’objet (tiré à deux ou trois exemplaires d’épreuves).
- Sous-Offs en Cour d’Assises (Tresse et Stock), 1890. Enlace texto.
- Les Chapons, avec Georges Darien 1890, pièce naturaliste. Enlace texto.
- Les Emmurés, 1894, novela sobre los ciegos. Importante reseña de Jules Renard en el Mercure de France (enero 1895). Enlace texto.
- En villégiature, 1896 (Ollendorff), recueil de 17 nouvelles.
- La Cage, 1898, pièce naturalista en un acte (Théâtre Antoine, 21 de enero de 1898).
- Soupes, 1898, dédié « À la mémoire de ma chère femme », recueil de 31 nouvelles dont la dernière, « La Charité » et sa seconde partie « Le Vilain Homme » annonce peut-être Barabbas.
- La Clairière, avec Maurice Donnay, Théâtre Antoine, 1900, comédie en 5 actes, en prose. Enlace texto.
- La Colonne, 1901, novela sobre la Comuna de París, l’affaire Gustave Courbet (la destruction de la Colonne Vendôme).[1] Enlace texto.
- Tiers État, 1902, comédie en un acte (Théâtre Antoine, 6 mai 1902). Enlace texto.
- Importante préface à Souvenirs d’un Révolutionnaire de Gustave Lefrançais, 1902. (Descaves est son exécuteur testamentaire).
- Les Souliers, 1903, scène judiciaire (avec René Vergught), « destinée à être jouée devant un public socialiste » (R.V.) (Théâtre de la Coopération des Idées, 26 de abril de 1903).
- Oiseaux de passage, avec Maurice Donnay, Théâtre Antoine, 1 de mars de 1904 (Expresión errónea: palabra «no» desconocida años). Enlace texto.
- Préface pour Mon Oncle Benjamin de Claude Tillier, 1905.
- Flingot, avec des illustrations de Pierre-Georges Jeanniot, A. Romagnol, 1907
- Importante préface à La Vie tragique des Travailleurs de Léon et Maurice Bonneff, 1908.
- La Vie douloureuse de Marceline Desbordes-Valmore, 1910, biographie. Enlace texto.
- Atelier d’aveugles, drame en un acte, représentée au Grand Guignol le 9 de mayo de 1911. Enlace texto.
- Philémon, vieux de la vieille, 1913, novela sobre la Comuna de París, réédition : La Découverte, 2019, avec un appareil critique (présentation, notes, repères chronologiques et index des noms propres) de Maxime Jourdan Enlace texto.
- La Saignée, avec Fernand Nozière, drame en cinq actes, Théâtre de l'Ambigu-Comique,2  octobre 1913. Enlace texto.
- Barabbas, Paroles dans la Vallée, 1914, roman illustré par Steinlen.1914
- La Maison anxieuse, 1916, roman inspiré par la guerre.
- Prefacio a la reedición de Force ennemie de John-Antoine Nau (primer Prix Goncourt en 1903), 1918.
- L’Imagier d’Épinal, 1918.
- Ronge-Maille vainqueur, 1920, pamphlet antibelliciste [sur les prévaricateurs de guerre], censuré en 1917. Enlace texto.
- L’As de cœur, comédie en trois actes, Théâtre des Arts, 19 de marzo de 1920.
- Les Vestales, comédie en un acte, Odéon, 7 de mayo de 1921.
- Préface pour Les rustiques de Louis Pergaud, 1921.
- Postface pour l’édition définitive de Sœur Philomène des Goncourt, 1922.
- Pierre Dupont, comédie en un acte, 1922. Enlace texto.
- Du petit monde, 1923, recueil de 30 nouvelles.
- L'Hirondelle sous le toit, 1924. Roman paru en feuilletons dans le Journal du 11 de junio au 21 de julio.
- Le Cœur ébloui, pièce en quatre actes, mise en scène de Lugné-Poe, Théâtre Daunou, 19 de octobre de 1926. Enlace texto.
- En Marge, 1927. (compilation des études et préfaces de Huysmans.
- Les Fruits de l'amour, pièce en trois actes, Théâtre des Arts, le 25 de février de 1928. Enlace texto.
- L'Ascension de Virginie, avec Maurice Donnay,  comédie en 3 actes, Théâtre de la Michodière, 28 de septembre de 1929
- Regarde autour de toi, 1930. Recueil de 29 nouvelles.
- La Tuile d'argent, avec Henri Duvernois, comédie en 3 actes, La Potinière, 1931
- Préface pour le roman posthume de Léon Cladel I.N.R I., 1931.
- Les Dernières années de J.-K. Huysmans (Albin Michel), 1941. Dédié « A J.-K. Huÿsmans Mon Maître, mon Ami et mon refuge aux jours d’épreuve ».
- Préface pour La mort de Mindrais de Maurice Vlaminck, 1941.
- Souvenirs d'un ours, 1946, autobiographie